# Wereldkampioenschap voetbal 2026 (intercontinentaal play-offtoernooi)
Dit intercontinentaal play-offtoernooi zal bepalen welke twee landen worden toegevoegd aan het wereldkampioenschap voetbal 2026 in Canada, Mexico en de Verenigde Staten. Het toernooi zal plaatsvinden in maart 2026 in een of meer van die gastlanden.

## Format
De verdeling van de tickets voor deze play-offs was bevestigd tijdens de fifa council in 2017. Elk continent heeft 1 ticket gekregen, met uitzondering van de UEFA. Het organiserend continent krijgt een extra ticket.
Bij deze play-offs wordt er steeds 1 wedstrijd per ronde gespeeld. Als het na de reguliere speeltijd nog gelijk staat zal er verlengd gaan worden. Het is tijdens de verlenging toegestaan een extra wissel toe te passen. Mocht het na de verlenging nog gelijk staan, dan zullen er penalty's genomen worden om de winnaar te bepalen.

## Gekwalificeerde landen
| FIFA-lid | Confederatie | Kwalificatie | Kwal. datum | Aantal dln. (incl. 2026) | Eerste dln. | Laatste dln. | Dln. op rij | Titels (excl. 2026) | Beste prestatie |
| -------- | ------------ | ------------ | ----------- | ------------------------ | ----------- | ------------ | ----------- | ------------------- | --------------- |
|          |              |              |             |                          |             |              |             |                     |                 |
|          |              |              |             |                          |             |              |             |                     |                 |

## Teams
| AFC      | 1                                      | n.n.b.                                 | 18 november 2025                       | 5e ronde play-off winnaar              |                                        |                                        |
| CAF      | 1                                      | n.n.b.                                 | november 2025                          | 2e ronde play-off winnaar              |                                        |                                        |
| CONCACAF | 2                                      | n.n.b.                                 | november 2025                          | derde ronde, 2e plaats 1e geplaatst    |                                        |                                        |
| CONCACAF | 2                                      | n.n.b.                                 | november 2025                          | derde ronde, 2e plaats 2e geplaatst    |                                        |                                        |
| CONMEBOL | 1                                      | n.n.b.                                 | september 2025                         | 7e plaats groep                        |                                        |                                        |
| OFC      | 1                                      | Nieuw-Caledonië                        | 24 maart 2025                          | Derde ronde, 2e plaats                 |                                        |                                        |
| UEFA     | Geen land toegewezen voor de playoffs. | Geen land toegewezen voor de playoffs. | Geen land toegewezen voor de playoffs. | Geen land toegewezen voor de playoffs. | Geen land toegewezen voor de playoffs. | Geen land toegewezen voor de playoffs. |

## Wedstrijden

### Play-off ticket 1
|  | Ronde 1          | Ronde 1          | Ronde 1 |  |  | Finale               | Finale               | Finale |
|  |                  |                  |         |  |  |                      |                      |        |
|  |                  |                  |         |  |  |                      |                      |        |
|  |                  |                  |         |  |  | Geplaatst team       |                      |        |
|  | Ongeplaatst team | Ongeplaatst team |         |  |  | winnaar halve finale | winnaar halve finale |        |
|  | Ongeplaatst team |                  |         |  |  |                      |                      |        |
|  |                  |                  |         |  |  |                      |                      |        |
|  |                  |                  |         |  |  |                      |                      |        |
|  |                  |                  |         |  |  |                      |                      |        |

### Play-off ticket 2
|  | Ronde 1          | Ronde 1          | Ronde 1 |  |  | Finale               | Finale               | Finale |
|  |                  |                  |         |  |  |                      |                      |        |
|  |                  |                  |         |  |  |                      |                      |        |
|  |                  |                  |         |  |  | Geplaatst team       |                      |        |
|  | Ongeplaatst team | Ongeplaatst team |         |  |  | winnaar halve finale | winnaar halve finale |        |
|  | Ongeplaatst team |                  |         |  |  |                      |                      |        |
|  |                  |                  |         |  |  |                      |                      |        |
|  |                  |                  |         |  |  |                      |                      |        |
|  |                  |                  |         |  |  |                      |                      |        |